# Gianni Rodari
Gianni Rodari (Omegna (Novara közelében), 1920. október 23. – Róma, 1980. április 14.) olasz költő, író, a gyermekirodalom jelentős alakja.
|  | „Messzire menni? Szerencsésnek lenni? Minden tiltott dolgot jóvá lehet tenni? Mi nem tudjuk, az első naptól miért halad bátorsággal előre. Csak azt tudjuk kívánni teljes szívünkből: Jó utat!” |
|  | – Gianni Rodari, A fiatal rák |

## Munkássága
A fontos humanista értékek melletti kiállást hirdeti, de sohasem didaktikusan: pazar humora, leleményei, játékos fantáziája, bravúros nyelvi ötletei szórakoztató olvasmányokká teszik meséit, regényeit.
Hagymácska című meseregényéből színdarab és rajzfilm is készült.

## Művei
- Il romanzo di Cipollino (1951) – Hagymácska története (1956)
- Gelsomino nel paese dei bugiardi (1958) – Jácint úrfi a füllentők birodalmában (1963)
- Favole al telefono (1962) – Halló, itt apu mesél! (1966)
- La torta in cielo (1965) – Torta az égen (1972)
- Gip nel televisore (1968) – Beleestem a tévébe (1976)
- Meséld te a végét – Tante storie per giocare
- La Grammatica della Fantasia; introduzione all'arte di inventare storie (1973) – A képzelet grammatikája: bevezetés a gyermeki történetalkotás művészetébe (2001)

### Beleestem a tévébe
Főszereplő: Gianpiero Binda, becenéven Gip, szüleinél lakott Milánóban, a Settembrini utca 175. számú házban. Január 17-én bekapcsolta a televízióját, és hirtelen beleesett a tévébe. A következő huszonnégy órában egyik televízióból a másikba került. elsőnek Lundquist professzor vizsgálatába avatkozott bele. Ezután egy Rajna-parti ősi német kastélyban csinált felfordulást. Ezt követően Gip sorra jelent meg más képernyőkön. Reggel hét órakor a marseille-i öbölben landolt. Nyolc órakor a Szuezi-csatornánál bohóckodott. Ezután Jugoszláviában jelent meg egy erdőőr kunyhójában. Gip ezután egy nagykohóban, egy bánya legmélyebb tárnájában, egy börtön folyosóján és egy bank páncéltermében bukkant fel. Amikor leszállt az éj, Gip egy angliai rádiótávcsőn jelent meg pont úgy, hogy a Szaturnusz gyűrűjén táncol. Gip megmentésére kilőttek három űrszondát: egyet Oroszországban (neve: Galileo Galilei), egyet Olaszországban (neve: Garibaldi 1), egyet pedig Amerikában a Cape Kennedy támaszponton (neve: Gip). Gip ezután beleesett az egyik műhold tévéjébe, és leszállították a Földre. Éppen Rómába, ott is pont a Colosseumba. Vonattal szállították haza.

## Magyarul
- Hagymácska története; ford. Sziráky Judith; Ifjúsági, Bp., 1956
- Csoda a szobában; ford. Bodrits István; Forum, Novi Sad, 196?
- Jácint úrfi a füllentők birodalmában; ford. Sziráky Judith; Móra, Bp., 1963
- Halló, itt apu mesél!; ford., átdolg. Sziráky Judith; Móra, Bp., 1966
- Torta az égen. Meseregény; ford. Sziráky Judith; Móra, Bp., 1972
- Beleestem a tévébe; ford. Karsai Lucia; Móra, Bp., 1976
- Zongora Bill és a madárijesztők; vál., ford. Karsai Lucia; Móra, Bp., 1981
- Meséld te a végét; ford. Fried Ilona; Móra, Bp., 1988
- Tante storie per giocare / Meséld te a végét. Mesék felnőtteknek és gyerekeknek olasz és magyar nyelven; ford. Fried Ilona, Székely Éva; Ponte Alapítvány–Penna, Bp.–Pomáz, 1995
- Kétszer volt, hol nem volt; ford. Székely Éva; Ponte Alapítvány, Bp., 2001
- A képzelet grammatikája. Bevezetés a gyermeki történetalkotás művészetébe; ford. Garamvölgyi Katalin, Megyeri Zsuzsa; Pont, Bp., 2001 (Fordulópont könyvek)
- Torta az égen; ford. Sziráky Judith; Minerva Nova, Szeged, 2003
- Mesék a jövőből; ford. Papp Gábor Zsigmond; Móra, Bp., 2012 (Gianni Rodari sorozat)
- Mesél az írógép; ford. Papp Gábor Zsigmond; Móra, Bp., 2014 (Gianni Rodari sorozat)
- Marco és Mirkó kalandjai; ford. Dobosiné Rizmayer Rita; Pagony, Bp., 2016

## Kitüntetései
- Hans Christian Andersen-díj (1970)